# Jean-Louis Basei
Jean-Louis Basei (Nérac, 3 marzo 1954) è un ex rugbista a 15 italiano di origine francese.

## Biografia
Nato a Nérac, in Francia, da genitori italiani, iniziò la propria carriera di rugby nella squadra francese di Lombez Samatan Club prima di approdare, conseguentemente il trasferimento in Italia della sua famiglia, al Rugby Villorba (1974), squadra militante nella serie C.
Le ottime prestazioni nella squadra del piccolo paese adiacente a Treviso furono un ottimo trampolino di lancio per la propria carriera tanto è vero che il Brescia, società di prestigio del rugby italiano, notandolo in un quadrangolare di preparazione, lo richiese nel 1978, ottenendone il prestito per una stagione al termine della quale si registra il primo “cap” azzurro, il 16 maggio 1979 l'allora C.T. della Nazionale italiana Pierre Villepreux lo fece debuttare in un incontro con l'Under-23 dell'Inghilterra conclusosi con un prestigioso pareggio per 6-6.
L'anno successivo (stagione 1979-80) fu al Benetton Treviso e venne schierato titolare nell'incontro dell'Italia al Battaglini di Rovigo il 28 novembre 1979 contro un XV degli All Blacks che si concluse 12-18 per i neozelandesi.
Prese poi parte al tour del 1980 nel Pacifico e negli Stati Uniti.
Nella stagione 1980-81 ritornò al Rugby Villorba conquistando la serie A2 (massimo traguardo raggiunto dalla società) e chiudendo la propria carriera azzurra collezionando altre due presenze.
Concluse la propria carriera agonistica nel 1989.